# Clubiona baishishan
Clubiona baishishan är en spindelart som beskrevs av Zhang, Zhu och Song 2003. Clubiona baishishan ingår i släktet Clubiona och familjen säckspindlar. Inga underarter finns listade i Catalogue of Life.